# 努西武盧河
19°55′41.552″S 48°30′6.566″E / 19.92820889°S 48.50182389°E

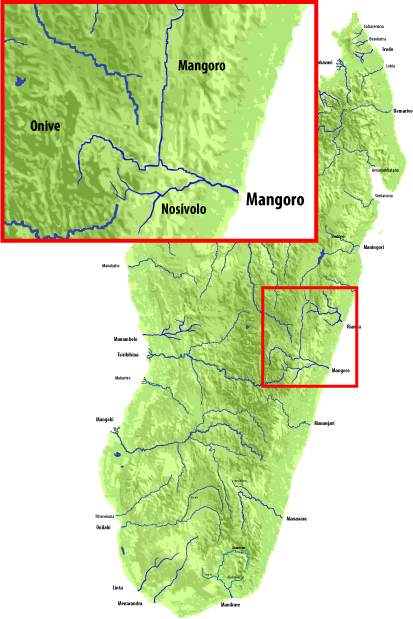

努西武盧河，是一條位於馬達加斯加東部的河流，為曼古魯河的支流，發源自凡德里亞納以東，河道全長130公里，流域面積3,585平方公里。